# Zwölfaxing
Zwölfaxing osztrák község Alsó-Ausztria Bruck an der Leitha-i járásában. 2022 januárjában 1711 lakosa volt. 

## Elhelyezkedése

Zwölfaxing a Bruck an der Leitha-i járásban

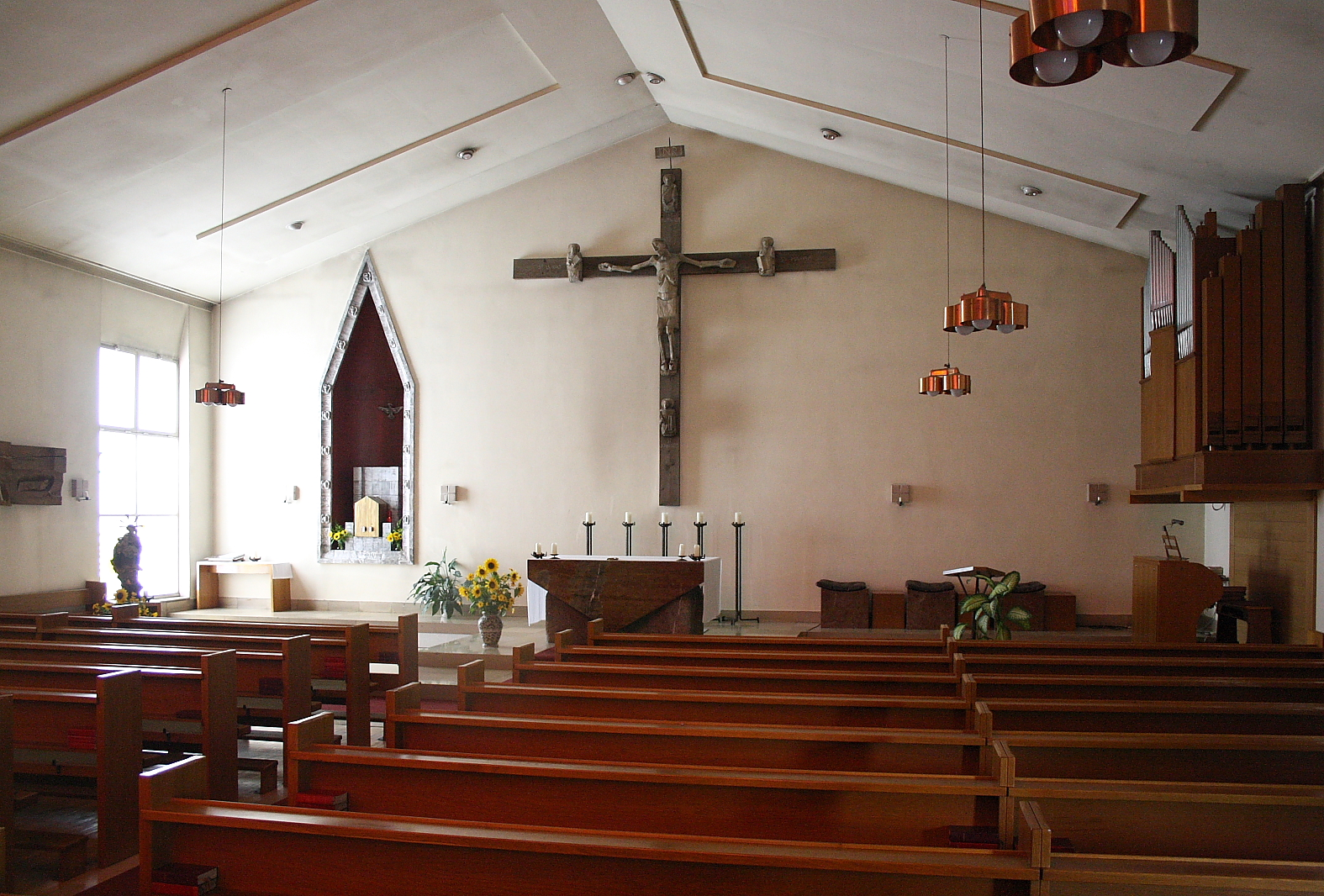
A templom belső tere

Zwölfaxing a tartomány Industrieviertel régiójában fekszik, a Bécsi-medencében, Bécstől délre. Legfontosabb folyóvizei a Mitterbach, a Kalter Gang és a Schwechat. Területének 2,2%-a erdő, 69% áll mezőgazdasági művelés alatt. Az önkormányzathoz egyetlen település és katasztrális község tartozik.
A környező önkormányzatok: északra Schwechat, keletre Rauchenwarth, délre Himberg, nyugatra Lanzendorf.

## Története
Zwölfaxing területén avar sírokat találtak; az egyik legjelentősebb ilyen temetőt Ausztriában.   
Az 1938-as Anschlusst követően kialakították Nagy-Bécset és Oberlanzendorfot, valamint Unterlanzendorfot is a főváros 23. kerületéhez csatolták. A Wehrmacht által épített légibázis ma is létezik, és a Burstyn-laktanyává alakították át. 
A település önállóságát 1954-ben nyerte vissza és az akkor megalakított Bécskörnyéki járáshoz kapcsolták. A járás 2016-ban megszűnt, a község pedig a lakosság tiltakozása miatt nem a Mödlingi, hanem a Bruck an der Leitha-i járáshoz került.

## Lakosság
A zwölfaxingi önkormányzat területén 2022 januárjában 1711 fő élt. A lakosságszám 1981 óta gyarapodó tendenciát mutat. 2020-ban az ittlakók 87,6%-a volt osztrák állampolgár; a külföldiek közül 2,6% a régi (2004 előtti), 3,8% az új EU-tagállamokból érkezett. 4% az egykori Jugoszlávia (Szlovénia és Horvátország nélkül) vagy Törökország, 2% egyéb országok polgára volt. 2001-ben a lakosok 70,2%-a római katolikusnak, 4% evangélikusnak, 2,3% ortodoxnak, 20% pedig felekezeten kívülinek vallotta magát. Ugyanekkor a legnagyobb nemzetiségi csoportokat a németek (92,2%) mellett a szerbek (2%), a magyarok (1,2%) és a horvátok (1,1%) alkották.
A népesség változása:

| 2016 | 1 679 |
| 2018 | 1 744 |

## Látnivalók
- az 1967-ben, Clemens Holzmeister tervei alapján épült Szentháromság-plébániatemplom
- az 1726-ban emelt pestisoszlop
- az 1703-ban állított Nepomuki Szt. János-szobor

## Fordítás
- Ez a szócikk részben vagy egészben  a   Zwölfaxing című német Wikipédia-szócikk ezen változatának fordításán alapul.  Az eredeti cikk szerkesztőit annak laptörténete sorolja fel. Ez a jelzés csupán a megfogalmazás eredetét és a szerzői jogokat jelzi, nem szolgál a cikkben szereplő információk forrásmegjelöléseként.